# Stabilizator podłoża

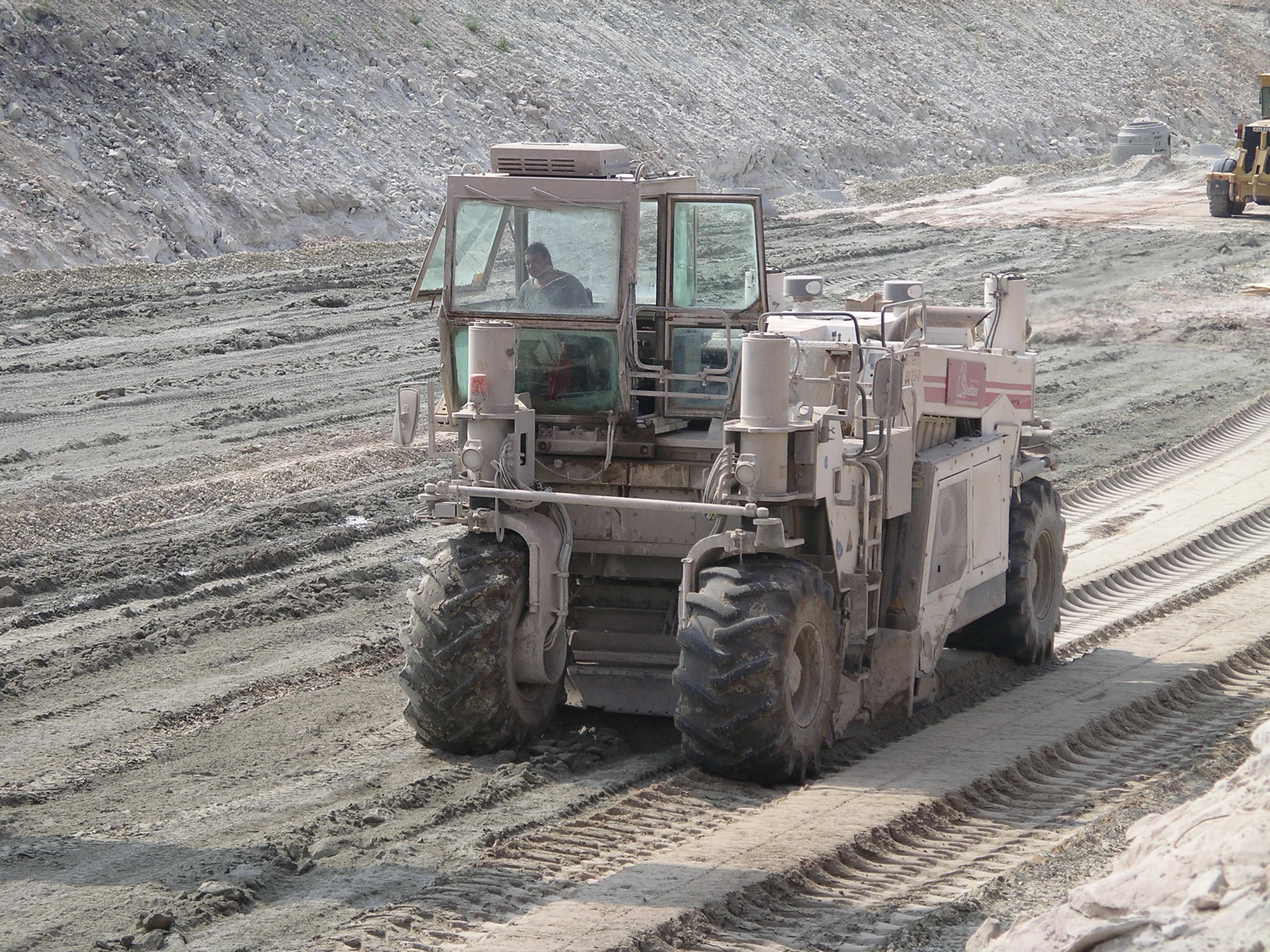
Stabilizator podłoża podczas pracy

Stabilizator podłoża – maszyna robocza ciężka, samojezdna lub ciągniona, wyposażona w odpowiedni obrotowy bęben, który rozdrabnia i miesza podłoże in situ, z dodatkami (np. cementem) lub kruszywem, by zmodyfikować i ustabilizować podłoże pod budowę dróg, lotnisk.
Często osprzęt roboczy stabilizatorów jest wymienny i może być użyty osprzęt frezujący przy recyklingu nawierzchni.

## Producenci
- Bomag
- Caterpillar